# Куйгы
Ку́йгы (эст. Kuigõ), ранее Ку́йге (эст. Kuige) — деревня в волости Сетомаа уезда Вырумаа, Эстония. Исторически относится к нулку Вааксаары.
До административной реформы местных самоуправлений Эстонии 2017 года входила в состав волости Меремяэ (упразднена).

## География и описание
Расположена на юго-востоке Эстонии, у российско-эстонской границы. Расстояние от деревни до уездного центра — города Выру — 28 километров, до волостного центра — посёлка Вярска — 26 километров. Высота над уровнем моря — 161 метр.
Климат переходный от морского к континентальному. Официальный язык — эстонский. Почтовый индекс — 65313.

## Население
По данным переписи населения 2021 года, в Куйгы жителей не было.
По данным переписи населения 2011 года, в деревне проживали 3 человека, все — эстонцы (сету в перечне национальностей выделены не были).
Численность населения деревни Куйгы по данным переписей населения:
| Год  | 1959 | 1970 | 1979 | 1989 | 2000 | 2011 | 2021 |
| ---- | ---- | ---- | ---- | ---- | ---- | ---- | ---- |
| Чел. | 26   | ↘ 16 | ↗ 56 | ↘ 45 | ↘ 6  | ↘ 3  | ↘ 0  |

## История
На военно-топографических картах Российской империи (1866–1867 годы), в состав которой входила Лифляндская губерния, деревня обозначена как М. Коринки (Малые Коринки).
В письменных источниках 1872 года упоминается Горенки, 1882 года — Горенка, 1904 года — Kuigõ, Го́ренка, 1920 года — Kuige.
В XIX веке деревня относилась к общине Воронкино (эст. Voronitsa kogukond) и к Паниковскому приходу (эст. Pankjavitsa kogudus). К югу от Куйгы расположена бывшая деревня Варысты (эст. Varõstõ, русское название — Больши́е Ко́ринки, Больши́е Го́ренки), которая в настоящее время входит в границы деревни Сиргова (Ши́рково).
В деревне находится часовня сету — цяссон. Часовня используется и находится в хорошем состоянии. Освящена в 2008 году, посвящена Троицину дню.
В 1977—1997 годах частью деревни Куйгы были деревни Олехкова и Сиргова.

## Происхождение топонима
Объяснить происхождение эстонского топонима трудно. Возможные исходные слова: ′kuigas′ («низина»; «птица») и ′kuigõs′ («высокий человек»). 
Русский топоним может происходить от слова «горенка» (комната, горница). В XVI веке встречаются старорусские личные имена и фамилии рус. дореф. Горинъ и Горѣнъ.